# Amblyseius vagatus
Amblyseius vagatus är en spindeldjursart som först beskrevs av Denmark och Evans 1999.  Amblyseius vagatus ingår i släktet Amblyseius och familjen Phytoseiidae. Inga underarter finns listade i Catalogue of Life.